# پاتریک فابر (ورزشکار)
پاتریک فابر (انگلیسی: Patrick Faber؛ زادهٔ ۷ مه ۱۹۶۴) ورزشکار هاکی روی چمن اهل پادشاهی هلند است.
وی در مسابقات کشوری و بین‌المللی در مجموع برندهٔ ۱ مدال برنز شده‌است.